# 汤姆斯杯
汤姆斯杯（英語：Thomas Cup）亦稱世界羽毛球男子團體錦標賽，是一項由羽毛球世界聯合會（BWF）的成員國團隊參與的國際羽毛球賽事。賽事以英國名宿喬治·湯姆斯命名，首屆賽事在1949年於英格蘭舉行，初期為每三年舉辦一屆，及至1982年起改為每兩年舉辦一屆。

## 历史
汤姆斯杯来源于一位英国的男子羽毛球运动员乔治·汤姆斯，他曾在全英羽毛球锦标赛夺得單打、男双与混雙獲得總計21個冠军。1934年，国际羽毛球联合会成立時，乔治·汤姆斯成为首任主席。1939年，汤姆斯认为全球的男子团体赛发展已经成熟，可以进一步发展，故此建立了三年一度的汤姆斯杯，并打算于1941年举行第一届汤姆斯杯羽毛球赛，但由于第二次世界大战的爆发而被延遲舉行。
1949年，第一届汤姆斯杯羽毛球赛在英格兰普雷斯顿举行，最終由马来亚击败丹麦，成为首届冠軍。汤姆斯杯在舉辦第12届時對賽制進行大革新，赛事由本来的三年一度改成两年一度，以往一场對赛需要耗时两天减为一天，9戰5胜的賽制缩短至5戰3胜，5场單打与4场双打則改為3場的單打与两场的双打。
2008年，韩国在半决赛以3-0的成绩打败印尼，首次进入决赛，最終以1-3不敌中国。2014年，日本在半决赛以3-0的成绩打败中国，首次进入决赛，最终以3-2击败马来西亚夺冠。
自第一屆湯姆斯盃舉辦以來，冠軍一直由印尼、中國及馬來西亞壟斷。至2014年前，印尼一共13度夺得冠军、马来西亚（包括马来亚）5次赢得冠军，而中国也曾9度封王。壟斷局面一直維持到2014年的第28屆湯姆斯盃由日本奪冠後終結。直到2016年的第29屆湯姆斯盃時，丹麥打破湯姆斯盃冠軍由亞洲國家壟斷的局面，而在此前丹麥隊曾經8次进入决賽，但都輸给亞洲球隊，最終在2016年擊敗印尼首次奪得冠軍，成為首支非亞洲國家冠軍。

## 獎盃
喬治·湯姆斯捐贈的獎盃上刻有「The International Badminton Championship Challenge Cup presented to the International Badminton Federation by Sir George Thomas, Bart.1939'”（大意就是国际羽毛球挑战杯--由乔治汤姆斯巴尔爵士赠于国际羽毛球联合会）字樣，由伦敦银器商Aktin兄弟製作。獎盃造價為1700英镑。獎盃高28英吋、寬16英吋，並包含三個部分：底座、碗狀結構、顶部有一名羽毛球運動員手执球拍，单手叉腰的人像。在比賽中贏得最終勝利的隊伍，其隊伍名稱將會被刻在盃身，並能將湯姆斯盃帶回國，保留到下一屆湯姆斯盃再歸還。

## 歷屆賽事成績

### 1949年 - 1982年
| 屆份 | 年份            | 主辦城市     |              | 決賽 | 決賽         | 決賽 |
| 屆份 | 年份            | 主辦城市     | 冠軍隊       | 比分 | 亞軍隊       |      |
| ---- | --------------- | ------------ | ------------ | ---- | ------------ | ---- |
| 1    | 1949年 （詳細） | 普雷斯顿     | 馬來亞聯合邦 | 8–1  | 丹麦         |      |
| 2    | 1952年 （詳細） | 新加坡殖民地 | 馬來亞聯合邦 | 7–2  | 美国         |      |
| 3    | 1955年 （詳細） | 新加坡殖民地 | 馬來亞聯合邦 | 8–1  | 丹麦         |      |
| 4    | 1958年 （詳細） | 新加坡殖民地 | 印度尼西亞   | 6–3  | 馬來亞聯合邦 |      |
| 5    | 1961年 （詳細） | 雅加达       | 印度尼西亞   | 6–3  | 泰國         |      |
| 6    | 1964年 （詳細） | 东京         | 印度尼西亞   | 5–4  | 丹麦         |      |
| 7    | 1967年 （詳細） | 雅加达       | 马来西亚     | 6–3  | 印度尼西亞   |      |
| 8    | 1970年 （詳細） | 吉隆坡       | 印度尼西亞   | 7–2  | 马来西亚     |      |
| 9    | 1973年 （詳細） | 雅加达       | 印度尼西亞   | 8–1  | 丹麦         |      |
| 10   | 1976年 （詳細） | 曼谷         | 印度尼西亞   | 9–0  | 马来西亚     |      |
| 11   | 1979年 （詳細） | 雅加达       | 印度尼西亞   | 9–0  | 丹麦         |      |
| 12   | 1982年 （詳細） | 伦敦         | 中國         | 5–4  | 印度尼西亞   |      |

### 1984年 - 1988年
| 13 | 1984年 （詳細） | 吉隆坡 | 印度尼西亞 | 3–2 | 中國       | 英格兰     | 3–2 |      |
| 14 | 1986年 （詳細） | 雅加達 | 中國       | 3–2 | 印度尼西亞 | 马来西亚   | 3–2 | 丹麦 |
| 15 | 1988年 （詳細） | 吉隆坡 | 中國       | 4–1 | 马来西亚   | 印度尼西亞 | 5–0 | 丹麦 |

### 1990年及以後
| 16 | 1990年 （詳細） | 名古屋 東京 | 中國       | 4–1 | 马来西亚   | 丹麦       | 印度尼西亞 |
| 17 | 1992年 （詳細） | 吉隆坡      | 马来西亚   | 3–2 | 印度尼西亞 | 中國       |            |
| 18 | 1994年 （詳細） | 雅加達      | 印度尼西亞 | 3–0 | 马来西亚   |            | 中國       |
| 19 | 1996年 （詳細） | 英屬香港    | 印度尼西亞 | 5–0 | 丹麦       | 中國       |            |
| 20 | 1998年 （詳細） | 香港        | 印度尼西亞 | 3–2 | 马来西亚   | 丹麦       | 中國       |
| 21 | 2000年 （詳細） | 吉隆坡      | 印度尼西亞 | 3–0 | 中國       |            | 丹麦       |
| 22 | 2002年 （詳細） | 廣州        | 印度尼西亞 | 3–2 | 马来西亚   | 丹麦       | 中國       |
| 23 | 2004年 （詳細） | 雅加達      | 中國       | 3–1 | 丹麦       |            | 印度尼西亞 |
| 24 | 2006年 （詳細） | 仙台 東京   | 中國       | 3–0 | 丹麦       | 印度尼西亞 | 马来西亚   |
| 25 | 2008年 （詳細） | 雅加達      | 中國       | 3–1 |            | 马来西亚   | 印度尼西亞 |
| 26 | 2010年 （詳細） | 吉隆坡      | 中國       | 3–0 | 印度尼西亞 | 马来西亚   | 日本       |
| 27 | 2012年 （詳細） | 武汉        | 中國       | 3–0 |            | 日本       | 丹麦       |
| 28 | 2014年 （詳細） | 新德里      | 日本       | 3–2 | 马来西亚   | 中國       | 印度尼西亞 |
| 29 | 2016年 （詳細） | 崑山        | 丹麦       | 3–2 | 印度尼西亞 |            | 马来西亚   |
| 30 | 2018年 （詳細） | 曼谷        | 中國       | 3–1 | 日本       | 印度尼西亞 | 丹麦       |
| 31 | 2020年 （詳細） | 奧胡斯      | 印度尼西亞 | 3–0 | 中國       | 丹麦       | 日本       |
| 32 | 2022年 （詳細） | 曼谷        | 印度       | 3–0 | 印度尼西亞 | 日本       | 丹麦       |
| 33 | 2024年 （詳細） | 成都        | 中國       | 3–1 | 印度尼西亞 | 马来西亚   | 中華臺北   |
| 34 | 2026年 （詳細） | 霍森斯      |            |     |            |            |            |

## 曾晉身決賽的國家隊
至今為止，有六支國家隊曾獲得汤姆斯杯的冠軍錦標，其中以印尼國家隊的成績最為優異，共14次奪得冠軍；其次是中國隊（11次冠軍）和馬來西亞隊（5次冠軍）；日本隊和印度队在2014年和2022年皆為首次躋身決賽即奪得冠軍；而丹麥隊則在2016年首次奪冠，為首支贏得冠軍的歐洲隊伍。美國、泰國和韓國只曾打進汤姆斯杯的決賽，未能奪冠。
|   | 國家/地區  | 冠軍次數（年份）                                                                                                 | 亞軍次數（年份）                                     |
| - | ---------- | --- | ---------------------------------------------------- |
| 1 | 印度尼西亞 | 14次 （1958,1961,1964）三連冠 （1970,1973,1976,1979）四連冠 （1984） （1994,1996,1998,2000,2002）五連冠 （2020） | 7次（1967,1982,1986,1992,2010,2016,2022,2024）       |
| 2 | 中國       | 11次 （1982） （1986,1988,1990）三連冠 （2004,2006,2008,2010,2012）五連冠 （2018,2024)                           | 4次（1984,2000,2020）                                |
| 3 | 马来西亚   | 5次 （1949,1952,1955）三連冠 （1967,1992）                                                                       | 9次（1958,1970,1976,1988,1990,1994, 1998,2002,2014） |
| 4 | 丹麦       | 1次（2016） | 8次（1949,1955,1964,1973,1979,1996, 2004,2006）      |
| 5 | 日本       | 1次（2014） | 1次（2018）                                          |
| 6 | 印度       | 1次（2022） | －                                                   |
| 7 |            | － | 2次（2008,2012）                                     |
| 8 | 美国       | － | 1次（1952）                                          |
| 8 | 泰國       | － | 1次（1961）                                          |

- 備註：粗體顯示 = 主辦年份